# Abdul "Duke" Fakir
Abdul "Duke" Fakir (Detroit (Michigan), 26 december 1935 – aldaar, 22 juli 2024) was een Amerikaanse tenorzanger. Het bekendst werd hij als lid van The Four Tops, een van de meest succesvolle acts van het Motown-label.
Abdul "Duke" Fakir ging naar school in zijn geboortestad Detroit. Op zijn middelbare school Pershing High ontmoette hij Levi Stubbs. Ze werden goede vrienden en deelden de passie voor zingen. Het tweetal vormde een zanggroep met Lawrence Payton en Renaldo "Obie" Benson, die ze op een feest ontmoet hadden. Eerst noemden ze zich The Four Aims, maar om verwarring met The Ames Brothers te voorkomen veranderden ze hun naam in The Four Tops. Vanaf het moment dat de groep in 1964 onder contract kwam bij Motown, scoorden ze enkele grote hits. Gedurende zijn carrière bij Motown had Duke Fakir een relatie met Mary Wilson van de meidengroep The Supremes.
Fakir was het laatste levende originele lid van The Four Tops. Optreden leek voor hem in gevaar te komen omdat hij doof aan het worden was, maar dankzij een gehoorapparaat was hij nog in staat om op te treden.
Fakir stierf op 22 juli 2024 op 88-jarige leeftijd.

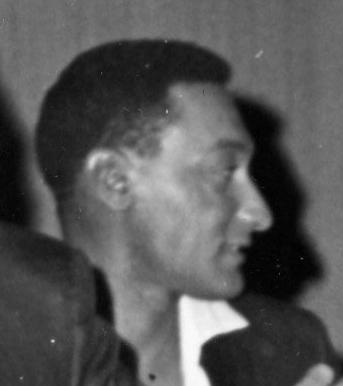
Abdul Fakir (1967)

- International Standard Name Identifier: 0000 0003 7234 6943
- Library of Congress Control Number: no2014006941
- MusicBrainz: 6e883e7d-c2b8-4f49-94d3-86b1531ca06a
- Virtual International Authority File: 308181043
- WorldCat: E39PBJpJfhgby99hBxQQ4mfyVC